# Dead Space (videójáték, 2023)
A Dead Space egy 2023-as túlélőhorror videójáték, amelyet a Motive Studio fejlesztett és az Electronic Arts adott ki, PlayStation 5, Xbox Series X/S konzolokra, és Windowsra. A 2008-as, azonos című játék remake-je, amelyet az EA Redwood Shores fejlesztett. Ez az első megjelenés a Dead Space sorozatban a 2013-as Dead Space 3 óta.

## Játékmenet
A Dead Space számos változtatást tartalmaz az eredeti játékhoz képest. Míg az eredeti játékban Isaac néma főszereplő volt, a remake-ben már saját szinkronizált párbeszédei vannak. Emellett a korábbi szövegeket és beszélgetéseket is átdolgozták, hogy Isaac aktívan részt vehessen bennük, vitázhasson és kapcsolatot építhessen a többi szereplővel. A játék több gore-elemet tartalmaz, mint az eredeti, beleértve a "peeling" rendszert, amely lehetővé teszi a játékos számára, hogy szétmarcangolja és elpusztítsa a Necromorphok testét. Egyes fegyverek hatékonyabbak a végtagok levágásában, míg mások a testek teljes megsemmisítésére alkalmasabbak. A remake továbbfejleszti az eredeti "zero gravity" játékelemet is: Isaac thruster-rendszert kapott, amely lehetővé teszi számára, hogy szabadon mozogjon az Ishimura kijelölt területein. Bár a remake tartalmazza az összes eredeti ruházatot és fegyvert, azok most már egyszerűen a történet előrehaladtával szerezhetők meg, és nem szükséges őket tervrajzok segítségével megvásárolni a ruházati kioszknál. A ruhák és fegyverek továbbra is fejleszthetők Power Node-okkal, de a teljes fejlesztésükhöz különböző ruházati tervrajzokat vagy fegyveralkatrészeket kell megtalálni a hajó különböző területein. A fegyveralkatrészek különféle fejlesztéseket biztosítanak, például megnövelt tárkapacitást vagy jobb területi hatást. Az USG Ishimura egyetlen összefüggő környezetként jelenik meg, amely szabadon bejárható anélkül, hogy ez befolyásolná a fő történetet. A hajó hat nagyobb szekcióra oszlik (Engineering/Mining, Hydroponics, Flight Deck/Hangar, Medical, Crew Quarters és Bridge), és a játékosok a fő történet előrehaladtával fokozatosan oldhatják fel az új területeket. A hajó villamosrendszere továbbra is használható a különböző szekciók közötti mozgásra, azonban a megállók már nem elérhetők azonnal, hanem gyalogosan kell elérni és feloldani őket. Új funkcióként bekerült a zárolt ajtók és tárolók megnyitásának lehetősége a hajó energiájának átirányításával különböző kapcsolódobozokon keresztül, illetve Power Node-ok feláldozása helyett biztonsági engedélyek használatával.

## Cselekmény
|  | Alább a cselekmény részletei következnek! |

A Kellion legénysége megérkezik az Aegis VII külső peremére, de egy dokkolási hiba miatt kényszerleszállást hajtanak végre az Ishimura fedélzetén. Az ekkor megsérült Johnston hátramarad, míg Isaac, Kendra, Hammond és Chen elindul, hogy kivizsgálja a látszólag elhagyatott hajót. Hamarosan Necromorphok, az Ishimura legénységének eltorzult holttesteiből született szörnyek támadják meg őket, megölve Chen-t és szétszórva a csapatot. Miközben az élőhalott legénység ellen küzdenek, a túlélők különválnak, hogy felfedezzék a hajót és kiderítsék a járvány eredetét. A helyzet tovább romlik, amikor a Necromorphok megsértik a Kellion szingularitásmagját, amelynek következtében a hajó felrobban, megölve Johnston-t. Közben Hammond-ra rátámad Chen mutálódott teste a hajó hídján. Nem hajlandó végezni egykori társával, ezért egy mentőkapszulába zárja és kilövi az űrbe. Kendra hozzáfér az Ishimura központi számítógépéhez, és felfedezi, hogy a hajó egy „felfedezést” szállított az Aegis VII-ről. Miközben Isaac felfedezi és javítja a sérült Ishimura-t, rövid időre újra találkozik Nicole-lal, valamint megismeri Cross-t, aki Temple-t keresi, és egy hatalmas Necromorph, a Leviathan elpusztítására készül, mivel az megmérgezheti a hajó oxigénellátását. Isaac felfedezi a fanatikus Unitológia Egyházának jelenlétét is –egy kultuszt, amely miatt hívő unitológus édesanyja megölte az apját, majd öngyilkos lett. Találkozik egy hatalmas Markerrel, amely a Unitológia titokzatos ikonja. Kiderül, hogy a Marker az Aegis VII-ről származik, és amikor Kyne kérésére az Ishimura fedélzetére szállították, pszichózist idézett elő a bolygó telepeseiben, majd később a hajó legénységében is, ami a járvány kitöréséhez vezetett. Miközben Isaac, Kendra és Hammond egyre inkább szenvednek a Marker által előidézett hallucinációktól, Isaac összetalálkozik Mercer-rel, aki felfedi, hogy a célja a Marker Földre juttatása, hogy elindítson egy "Konvergenciának" nevezett jelenséget–ez az egész bolygó lakosságát Necromorphokká változtatná. Miután Isaac elindít egy vészjelző adót, amelyet Temple készített a bányászati öbölben, a jelet az USM Valor beméri. Azonban a legénység hamarosan a Marker hatása alá kerül, miután begyűjtik Chen mentőkapszuláját, ami végül a Valor lezuhanásához vezet az Ishimura-ra. Isaac és Hammond beszállnak a hajóra, hogy megszerezzék annak szingularitásmagját, amellyel Hammond egy menekülőshuttle-t kíván megjavítani. Odabent felfedezik, hogy a Valor-t valaki az Ishimura-ról már korábban értesítette, és a legénység parancsot kapott a hajó teljes megsemmisítésére. A páros végül rátalál a magra, de ekkor Chen megtámadja őket. Hammond feláldozza magát, hogy elpusztítsa Chen-t, míg Isaac megszerzi a magot és épphogy elmenekül a Valor felrobbanása előtt. Visszatérve az Ishimura-ra, találkozik a bűntudattól gyötört Kyne-nal, aki meggyőzi Isaac-et és Kendra-t, hogy a járvány megfékezéséhez vissza kell juttatniuk a Marker-t az Aegis VII-re. Miközben Isaac segít Kyne-nak a Marker visszaszerzésében, ismét találkozik Mercer-rel, aki megöli Temple-t, mielőtt maga is halálra zúzódna a Necromorph-ok burjánzó szövetei között. Isaac sikeresen felpakolja a Marker-t a shuttle-re, ám ekkor Kendra hátba támadja őket: megöli Kyne-t és egyedül próbál elmenekülni. Ekkor felfedi valódi kilétét: titkos ügynökként küldték, hogy visszaszerezze a Marker-t. Elmagyarázza, hogy a Marker egy elhibázott kísérlet volt az idegen technológia visszafejtésére. Miután túl veszélyesnek bizonyult, eltemették az Aegis VII-en, de az Ishimura –amely illegális bányászatot folytatott– rálelt, ezért küldték a Valor-t a felfedezés eltussolására. Mielőtt Kendra elmenekülhetne, Isaac és Nicole távolról visszahívják a shuttle-t, és azzal az Aegis VII felszínére repülnek, míg Kendra egy mentőkapszulával elmenekül. Isaac és Nicole sikeresen visszajuttatják a Marker-t a bolygóra, ám Kendra megérkezik, és visszaveszi azt. Felfedi, hogy Nicole valójában már halott volt, öngyilkosságot követett el, hogy elkerülje, hogy Necromorph-má váljon. Az "a Nicole", akivel Isaac együtt dolgozott, valójában Cross, aki hallucinálta Isaac-ot Temple-ként, és a Marker manipulálta őket, hogy visszavigyék azt a "Hive Mind"-hoz, egy hatalmas Necromorph-hoz, aki telepatikusan irányítja a többit. Cross nem hajlandó segíteni Kendra-nak a Marker eltávolításában Aegis VII-ről, és megölik. Kendra ekkor megpróbál elmenekülni a shuttle segítségével, de szétszakítja őt a Hive Mind, amit végül Isaac legyőz. Isaac elhagyja a Marker-t, és épphogy elmenekül Aegis VII-ről, miközben az Ishimura energiája végleg leáll, és annak rakománya lezuhan a bolygó felszínére. Egyedül, Isaac megpróbál pihenni, mikor egy ellenséges hallucináció támadja meg őt Nicole alakjában. A New Game Plus módon keresztül elérhető alternatív befejezésben Isaac a Nicole hallucinációjával arról beszél, hogy "valami újat építenek", miközben a shuttle belsejét a Marker nyelvével borította be.
|  | Itt a vége a cselekmény részletezésének! |

## Fejlesztés
A Dead Space 3 megjelenése előtt egy jelentés arról számolt be, hogy az Electronic Arts el akarta távolítani a sorozatot a túlélőhorror műfajától, miután a Dead Space trilógia befejeződik. A Dead Space 3 gyártása során a csapat kidolgozott történeti és játékmeneti koncepciókat a következő játékhoz, amelyben a főhős a túlélésért küzdve fosztogatott volna, miközben az emberiség a kihalás szélére került. Wanat elképzelése szerint a főhős nem Isaac, hanem Ellie lett volna. A játékmenet kibővítette volna a Dead Space 3-ban megjelent rövid, nyitott nullgravitációs szakaszokat, a Necromorphokat pedig úgy tervezték volna át, hogy jobban működjenek súlytalansági környezetben. Emellett átdolgozták volna a barkácsrendszert, és különböző felfedezhető hajókat is beépítettek volna a játékba. Egy koncepció szerint a Necromorphok eredetét is részletesebben bemutatták volna, valamint azt, hogy az emberiség milyen intézkedéseket tehet a kihalás elkerülése érdekében. Végül a negyedik Dead Space játék terveit elvetették, mivel a csapat feloszlott, és más projektekre irányították őket. Wanatnak voltak tervei akár egy elképzelt ötödik Dead Space játékhoz is. A Dead Space 3 megjelenését követően pletykák terjedtek arról, hogy az Electronic Arts törölte a sorozatot. A vállalat azonban cáfolta ezeket a híreszteléseket, és kijelentette, hogy a Visceral Games éppen más projekteken dolgozik. A Visceral Games a Battlefield Hardline fejlesztésére állt át, ami lehetőséget adott számukra, hogy megismerkedjenek a Frostbite grafikus motorral, amelynek használatát az Electronic Arts minden belsős projekt esetében előírta. A Visceral Games 2017-ben bezárt egy Star Wars videojáték fejlesztése közben. A Dead Space sorozat tíz évig szünetelt.

## Fogadtatás
| Összegzőoldal | Értékelés |
| ------------- | --------- |
| Metacritic    | 89/100    |

| Szerző         | Értékelés |
| -------------- | --------- |
| Destructoid    | 8,5/10    |
| Easy Allies    | 9/10      |
| EGM            | 5/5       |
| Game Informer  | 9/10      |
| GameSpot       | 9/10      |
| GamesRadar+    | 4,5/5     |
| Hardcore Gamer | 4,5/5     |
| IGN            | 9/10      |
| PC Gamer (US)  | 84/100    |
| PCGamesN       | 9/10      |
| Push Square    | 8/10      |
| Shacknews      | 9/10      |
| The Guardian   | 4/5       |
| TouchArcade    | 4,5/5     |
| VG247          | 5/5       |

A Dead Space az Xbox Series X/S verzió esetében „egyöntetű elismerést” kapott, míg a Windows és PlayStation 5 verziók „általában kedvező” értékeléseket kaptak a Metacritic kritikagyűjtő oldal szerint.
Az IGN dicsérte a Motive Stúdiót az eredeti játék környezetének újjáélesztéséért, „lenyűgözően újratervezett űrhajójával, okosan és finoman kibővített történetével, valamint látványosan újragondolt akciójeleneteivel”.
A The Guardian úgy jellemezte a játékot, mint a Dead Space egyszerűsített változatát, amely simábban folyik, és „átöleli az eredeti feszes tempóját és erőteljes előrehaladási dinamikáját”.
A Eurogamer élvezte az Ishimura változtatásait, „állandónak és élőnek” nevezve, de úgy érezte, hogy Isaac új hangja elvonta a figyelmet a horror hangulatáról.

## Díjak, elismerések
| Év   | Díj                             | Kategória                             | Eredmények |
| ---- | ------------------------------- | ------------------------------------- | ---------- |
| 2023 | The Game Awards                 | Legjobb hangdizájn                    | Jelölve    |
| 2024 | New York Game Awards            | Freedom Tower díj a legjobb remakenek | Jelölve    |
| 2024 | D.I.C.E. Awards                 | Az év akciójátéka                     | Jelölve    |
| 2024 | Game Audio Network Guild Awards | Legjobb játékfoley                    | Jelölve    |
| 2024 | Game Audio Network Guild Awards | Legjobb játéktrailer hang             | Jelölve    |
| 2024 | Game Audio Network Guild Awards | Az év hangdizájnja                    | Jelölve    |

## Fordítás
Ez a szócikk részben vagy egészben  a   Dead Space (2023 video game) című angol Wikipédia-szócikk ezen változatának fordításán alapul.  Az eredeti cikk szerkesztőit annak laptörténete sorolja fel. Ez a jelzés csupán a megfogalmazás eredetét és a szerzői jogokat jelzi, nem szolgál a cikkben szereplő információk forrásmegjelöléseként.